# Jordi Ríos
Jordi Ríos Gravalosa (Villanueva y Geltrú, 20 de marzo de 1970) es un actor y humorista español, conocido por sus apariciones en los programas de televisión Buenafuente, Homo Zapping y Crackòvia, entre otros.

## Biografía
Estudió teatro en la escuela Estudis teatre en Barcelona. En el año 2002 empezó profesionalmente en el mundo del teatro con la obra Els bufons del regne de la compañía Trotam y producida por Toni Albà. 
El 2003 participó en la obra Comando a distància producida por El Terrat. En el Terrat entró al mundo de la televisión, con el programa Homo Zapping. Más tarde colaboró en el programa Buenafuente. Formó parte de le equipo del programa radiofónico Minoria absoluta. Hasta 2017 se le podía ver en TV3 en los programas Crackòvia y Polònia.

## Trayectoria

### Teatro
- Bufons del Regne.
- Comando a Distancia.

### Televisión
- Una altre cosa, TV3.
- Homo Zapping, Antena 3.
- Buenafuente, Antena 3.
- Operación Clon, La FORTA.
- Boquería 357, TV3.
- Vacances pagades, TV3.
- Crackòvia, TV3.
- Polònia, TV3.
- La escobilla nacional, Antena 3.
- Ácaros, Cuatro(episódico).
- La tira, La Sexta (episódico).
- Aída, Telecinco (episódico).
- Anuncios MediaMarkt (2011 y 2012)
- Hotel 13 estrellas, 12 uvas, La 1

### Radio
- El club de la mitjanit, Catalunya Ràdio
- Minoria absoluta, RAC 1
- En minoría, RAC 1.
- Fes-t’ho com vulguis, Catalunya Radio.

### Cine
- Tapas